# Kategoria e Parë 1960
La Kategoria e Parë 1960 fu la 23ª edizione della massima serie del campionato albanese di calcio concluso con la vittoria della Dinamo, al suo settimo titolo.
Capocannoniere del torneo fu Panajot Pano (Partizani Tirana) con 12 reti.

## Formula
Il numero delle squadre partecipanti passò da 8 a 10 che disputarono un turno di andata e ritorno per un totale di 18 giornate.
L'ultima classificata retrocedette in Kategoria e Dytë.

## Squadre
| Squadra             | Città   | Stadio | Stagione 1959      |
| ------------------- | ------- | ------ | ------------------ |
| Skënderbeu          | Coriza  |        | 8°                 |
| Labinoti            | Elbasan |        | 6°                 |
| 17 Nëntori          | Tirana  |        | 2°                 |
| KF Partizani Tirana | Tirana  |        | Campione d'Albania |
| Dinamo Tirana       | Tirana  |        | 3°                 |
| Flamurtari          | Valona  |        | 4°                 |
| Besa Kavajë         | Kavajë  |        | 5°                 |
| Vllaznia            | Scutari |        | 7°                 |
| Tomori              | Berat   |        | Kategoria e Dytë   |
| Lokomotiva          | Durazzo |        | Kategoria e Dytë   |

## Classifica finale
|                    | Pos. | Squadra             | Pt | G  | V  | N | P  | GF | GS | DR  |
| ------------------ | ---- | ------------------- | -- | -- | -- | - | -- | -- | -- | --- |
| Albania (bandiera) | 1.   | Dinamo              | 32 | 18 | 15 | 2 | 1  | 44 | 9  | +35 |
|                    | 2.   | Partizani           | 28 | 18 | 12 | 4 | 2  | 41 | 12 | +29 |
|                    | 3.   | 17 Nëntori          | 20 | 18 | 8  | 4 | 6  | 22 | 17 | +5  |
|                    | 4.   | Skënderbeu Korçë    | 19 | 18 | 7  | 5 | 6  | 23 | 27 | -4  |
|                    | 5.   | Besa Kavajë         | 18 | 18 | 6  | 6 | 6  | 18 | 19 | -1  |
|                    | 6.   | Flamurtari Vlorë    | 16 | 18 | 5  | 6 | 7  | 18 | 17 | +1  |
|                    | 7.   | Labinoti            | 13 | 18 | 3  | 7 | 8  | 13 | 28 | -15 |
|                    | 8.   | Tomori              | 12 | 18 | 4  | 4 | 10 | 18 | 34 | -16 |
|                    | 9.   | KS Vllaznia Shkodër | 12 | 18 | 4  | 4 | 10 | 11 | 30 | -19 |
|                    | 10.  | Lokomotiva          | 10 | 18 | 3  | 4 | 11 | 11 | 26 | -15 |

Legenda:

      Campione d'Albania
      Retrocesso in Kategoria e Dytë
Note:

Due punti a vittoria, uno a pareggio, zero a sconfitta.

## Verdetti
- Campione: Dinamo Tirana
- Retrocessa in Kategoria e Dytë: Lokomotiva